# Pelochrista fulvostrigana
Pelochrista fulvostrigana is een vlinder uit de familie bladrollers (Tortricidae). De wetenschappelijke naam is voor het eerst geldig gepubliceerd in 1888 door Constant.
De soort komt voor in Europa.